# Спасо-Преображенський собор (Кропивницький)
Спасо-Преображенський собор — православний собор у місті Кропивницький, що наразі підпорядковується Українській православній церкві Московського патріархату.

## Загальна інформація
Спасо-Преображенський собор у Кропивницькому розташований у середмісті, за адресою вул. Преображенська, буд. 22, Кропивницький—25006, Україна.
Одноповерхова будівля збудована у стилі класицизму. Має три бані, портик з чотирма колонами коринфського ордеру.
У соборі зберігаються часточки мощей святих Києво-Печерської лаври, Миколи Чудотворця а також ікона Божої Матері «Єлисаветградська».
На території собору встановлено пам'ятник на честь 2000-ліття Різдва Христового, збудовано нову дзвіницю в неокласичному стилі. Тут знаходяться клумби, фонтани, скульптурні групи.

## Історія
Газета «Голос Юга» від 1913 року пише:
|  | «На місці, де тепер розташовано Преображенську церкву, було побудовано невеличку дерев'яну церкву, парафіянами якої спочатку були старообрядці, які потім перейшли в православ'я». |

Дерев'яну Преображенську церкву на цьому місці було збудовано у 1788 році. 1798 року вона згоріла, причина пожежі невідома. 1799-го на її місці за проектом і планом Кіндрата Парфенова було збудовано кам'яну п'ятиглаву двоповерхову церкву. Її було спроектовано без ведення відповідної документації і як наслідок — з неналежним дотриманням технічних умов, відтак, як й передбачалося, за якийсь час церква розвалилася.
Згодом, уже на початку 1810-х рр. було розпочато нове будівництво кам'яної церкви, цього разу офіційно і з дотриманням необхідних правил будівництва. Церква була одноповерховою, трьохглавою. Будівництво (власне перебудову) закінчено і освячено храм 1813 року — дата, що відтоді є офіційною для відзначення річниць собору (т.ч. 2013 року Спасо-Преображенський храм святкуватиме 200-ліття свого заснування).
У 1913 р. на повторне освячення 100-річного храму приїхав російський імператор з родиною. Цю подію (100-ліття) описала газета «Голос Юга»:
|  | «У церкві є чимало ікон старих майстрів. Деякі з них нараховують понад півтора століття. Урочисті богослужіння з приводу століття почалися, з'їхалися численні священики, очікується прибуття архієрея...». |

У період комуністичної диктатури окупаційна влада закрила собор в рамках антирелігійної кампанії. А 1965 року в його будівлі було відкрито міську картинну галерею.
Після відновлення української незалежності господарем Спасо-Преображенської церкви 1992 року стала релігійна громада Московського патріархату, і відтоді служби в ньому не припиняються. Але перші богослужіння по великій перерві пройшли в церкві ще 1991 року.
Тут поховали архієпископа Кропивницького і Олександрійського Московського патріархату Василія та обласного благочинного протоієрея Всеволода Затовського.
31 грудня 2006 року в Спасо-Преображенській церкві Божественну літургію очолив єпископ Кропивницький і Олександрійський Пантелеймон (Романовський). Після служби був відслужений подячний молебень не тільки на честь закінчення 2006 року, але й з нагоди святкування 15-ліття відродження церкви після того, як вона з картинної галереї була знову перероблена під храм. На молебні були присутні настоятелі Покровського, Єлисаветградського храмів[уточнити], а також собору на честь Різдва Пресвятої Богородиці.
Недільна школа при церкві разом з єпархіальним управлінням та організацією «Православна Просвіта» регулярно проводять Преображенські читання, катехізаторські курси для священнослужителів єпархії, семінари, конференції, а також благодійні акції[джерело?].

## Світлини

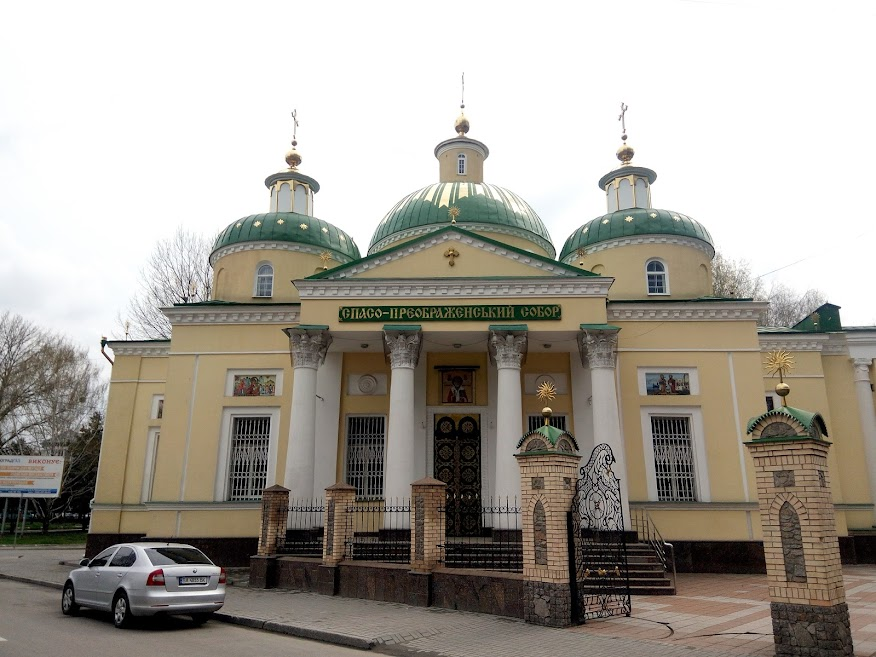
Загальний вигляд з вулиці Преображенська
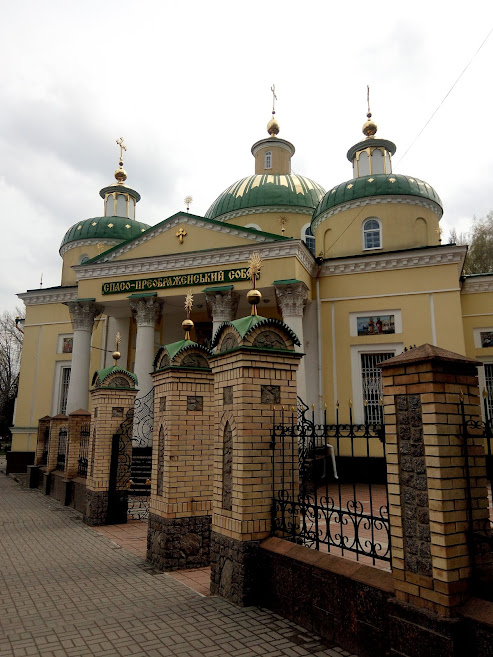
Вид на паркан і головний вхід
Пам'ятний знак на відзнаку 2000-річчя Різдва Христового
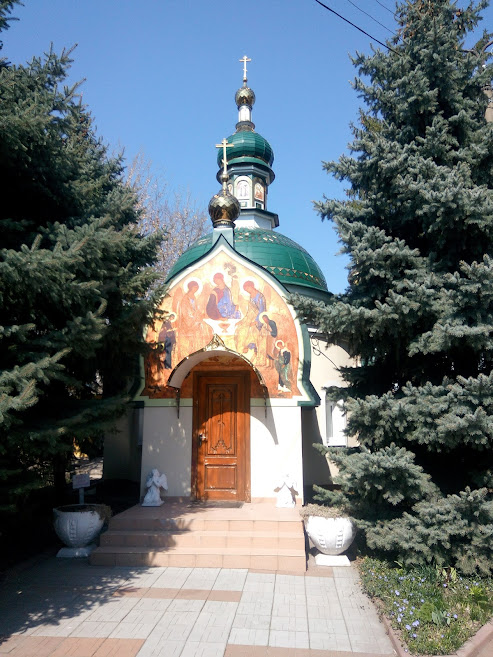
Каплиця